# Stop loss
Lo stop loss (letteralmente stop alla perdita) è una strategia finalizzata a salvaguardare il capitale investito in un'attività finanziaria nel caso in cui l'andamento dei mercati andasse in direzione contraria alle aspettative iniziali. Lo scopo di tale operazione, quindi, è semplicemente porre fine a una posizione che tende a perdere valore.
Lo stop loss è quindi uno degli strumenti di money management. Esso è l'unico accorgimento che consente di ridurre al minimo le perdite derivate dall'investimento in attività finanziarie con assunzione di rischio.

## Modalità operativa
Nella pratica si traduce in un ordine inviato al mercato, a un livello di prezzo prefissato, volto a chiudere la posizione finanziaria assunta.
L'immissione effettiva dell'ordine di compravendita sul mercato può essere sia eseguita sul momento dall'operatore (che dovrà quindi seguirne costantemente gli andamenti), sia impostata mediante sistemi automatici, che si attivano quando lo strumento finanziario raggiunge quel livello di prezzo.
Esiste molta letteratura tecnica in merito allo stop loss; pur essendo oggettivamente un metodo che protegge il capitale, il suo uso è spesso di difficile attuazione poiché, da un punto di vista psicologico, rappresenta una "sconfitta" per l'operatore. Se il mercato va contro le previsioni effettuate si è spesso colti dalla tentazione di non uscirne perché si spera che l'oscillazione sfavorevole sia solo temporanea.
Ma, poiché una delle leggi universalmente riconosciute per chi investe nei mercati finanziari è quella di "tagliare le perdite e lasciar correre i profitti", quando un'operazione inizia a generare perdite la cosa più saggia da fare è chiudere la posizione prima che il danno diventi irrecuperabile.
C'è da dire che, a volte, può succedere che, dopo un momento sfavorevole, i mercati prendano la direzione giusta; ma poiché non è possibile conoscere il futuro, rimane dunque difficile stabilire se, in una situazione di potenziale perdita, le cose si risistemeranno o meno.

## Esempi operativi
Lo stop loss è anche usato per costruire un metodo o strategia di azione sul mercato. Con l'espressione Trailing Stop Loss al 5%, per esempio, si intende che si vuole mantenere una certa posizione sul mercato fino a che questa non perde il 5% dall'ultimo massimo raggiunto. In altri termini: se si acquista una posizione poniamo a 100, ci si pone la regola di vendere se il prezzo scende sotto 95, cioè perde il 5% del valore. Se però nel frattempo il titolo sale di prezzo -poniamo fino a 120- e poi scende, il nuovo valore a cui vendere non sarà 95, ma 114, cioè l'ultimo massimo raggiunto diventa il valore di riferimento per calcolare il livello di vendita "stop loss" (120-120*5%=114). La tecnica più diffusa e semplice, appunto, da attuare consiste quindi nell'identificare il punto di smobilizzo (ovvero di liquidazione del capitale per minimizzare le perdite) entro una determinata percentuale fissa, solitamente compresa tra il 2 e il 4%, dal punto di intervento; tale percentuale risulterà direttamente proporzionale al grado di volatilità del prezzo.
Tale metodo rappresenta bene il concetto di "rischio calcolato". L'investitore sa a priori quanto sta rischiando e utilizzando le regole di vendita può evitare di fare ragionamenti o analisi complesse; semplicemente sta in attesa di movimenti positivi, lasciando salire il prezzo finché sale e lasciandolo scendere quando scende a meno che perda più del livello di stop-loss dall'ultimo massimo.